# マーシーラビット
マーシーラビットは日本のイラストレーター、漫画家。

## 略歴
デビュー前は柴田昌弘にアシスタントとして師事。
フォア・ナインから発売されたアダルトゲーム『わくわく麻雀パニック! ～式・神・伝・承～』『わくわく麻雀パニック! 2 ～刻・視・夢・想～』及び、エクセレンツから発売された『V.R.デート☆五月倶楽部』で原画を担当。
辰巳出版の雑誌「ペンギンクラブ山賊版」で漫画家デビュー。1997年に大洋図書から初単行本『MERCY'S FILE』を発行。
デビュー当初は成人向け作品を中心に活動を続けていたが、イラストレーション技術の向上とともに一般向け作品中心へとシフトしている。
人物、メカニック、背景等ジャンルを問わず得意とし、雑誌媒体への寄稿やプラモデルのボックスアートなどを手がける。
近年では絵の仕事以外にも玩具、フィギュア等の製品開発にも携わっている。

## 作品
- 「MERCY'S FILE」
- 「Plesure Paradise」
- 「どきどきトラベル」
- 「Prisoner Idol」
- 「ラブバイブレーション」
- 「淫Vision」
- 「ゾイドジェネレイションズ -ZOIDS GENERATIONS-」（デザインワークス、イラスト）

## トイ
- ゾイドリバースセンチュリー（タカラトミー）メカニックデザイン（クリムゾンホーン）、イメージイラスト
- ゾイドハイエンドマスターモデル（コトブキヤ）ボックスアート
- トレーディングフィギュア『繭の一族』第1～3弾（エポック社） キャラクターデザイン
- フィギュア ライトアーマーシリーズ（コナミデジタルエンタテインメント） 『武装神姫ライトアーマー シスター型 ハーモニーグレイス』 デザイン

## イラスト
- BOTCON JAPAN 2000 YEAR BOOK（『トランスフォーマー カーロボット』のアイのイラスト）
- 電撃文庫『願望達成本舗 ライコにおまかせ!』（イラストレーター）
- 電撃スパロボ!→電撃スパロボ!魂（イラスト）

各巻にシリーズ女性キャラクターのピンナップを掲載。メカニックではVol.1にライン・ヴァイスリッター、Vol.3にヴァルシオーネRも描いている。
- OGクルセイド（女性キャラ・メカイラスト）
- デジモンジントリックス（女性型デジモンイラスト）
- ガンダムトライエイジ（メカイラスト）